# Kapuciner
För den katolska klosterorden, se Kapucinorden
Kapuciner (Cebinae) är en underfamilj i familjen cebusliknande brednäsor som tillhör ordningen primater.

## Utseende
Kapucinernas gripsvans är fullständigt hårbeklädd på spetsen, så att den visserligen kan tjäna till att haka sig fast med vid trädgrenarna, men inte tjänstgöra som känselredskap eller att ta föda med. Detta släkte skiljer sig från andra primater i Nya världen genom rundat huvud och kortare ansikte samt smärtare kroppsform. Ansiktet är naket och ofta rynkigt, vilket ger dem ett bekymrat, åldrigt utseende.
Kapuciner når en kroppslängd mellan 31 och 56 centimeter och därtill kommer en ungefär lika lång svans. Med en vikt mellan 2 och 3 kilogram är honor betydligt lättare än hannar som når 3 till 4 kilogram. Främre och bakre extremiteterna är ungefär lika långa. Vid händerna finns en motsättlig tumme.
Pälsens färg varierar mellan olika nyanser av svart och brunt. Oftast är extremiteterna mörkare eller helt svarta. Hos vissa arter har regionen kring skuldrorna och brösten en annan färg. Några kapuciner har två tofsar på huvudet.

## Utbredning
Det skiljs mellan åtta arter som förekommer från Honduras till nordligaste Argentina.

## Ekologi
Habitatet utgörs av olika sorters skogar. De förekommer bland annat i regnskogar, mangroveskogar och tempererade skogar i bergstrakter upp till 2700 meter över havet.
Liksom flera andra primater från Nya världen är kapuciner aktiv på dagen och vistas främst i träd. De går till exempel på fyra fötter över grenar och kommer ibland ner till marken.
Individerna bildar grupper med 8 till 30 medlemmar. Flocken består av flera hannar och honor samt deras ungar. Hos båda kön etableras en hierarki som bestämmer över tillgång till föda och rätten att para sig. Gruppen anförs av en alfahanne som tillsammans med sin alfahona är högst i hierarkin. Viktig för individernas sociala beteende är ömsesidig pälsvård. Varje grupp har ett revir och territoriets centrum markeras med urin samt försvaras mot andra grupper. I utkanten överlappar reviren varandra.
Ibland använder de olika verktyg, till exempel stenar för att gräva ur rötter eller för att bryta nötskal.
Rösten känns som klagande och nästan skrikande. Kapuciner äger ett helt register för olika stämningar.
Deras föda består av växtämnen som frukter, nötter, blad, unga skott och naturgummi samt av insekter, krabbor, andra ryggradslösa djur och små fåglar eller små däggdjur.

### Fortplantning
Honor kan para sig vartannat år och föder efter 150 till 180 dagars dräktighet vanligen en enda unge. Ungen klamrar sig i början fast vid moderns buk och senare även på ryggen. Hannar är sällan delaktiga i uppfostringen men ibland deltar andra honor i flocken. Ungarna diar upp till ett år och efter fyra till fem år är de könsmogna. Livslängden i naturen uppskattas med 15 till 25 år och några individer i fångenskap har blivit 50 år gamla.

## Kapuciner och människan

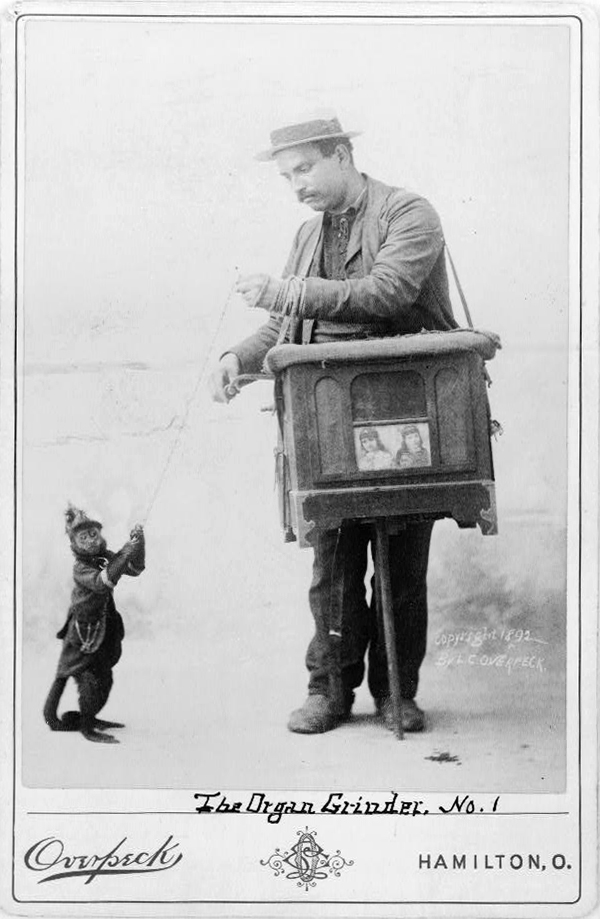
Kaupcinerapor var klassisk rekvisita för positivhalare.

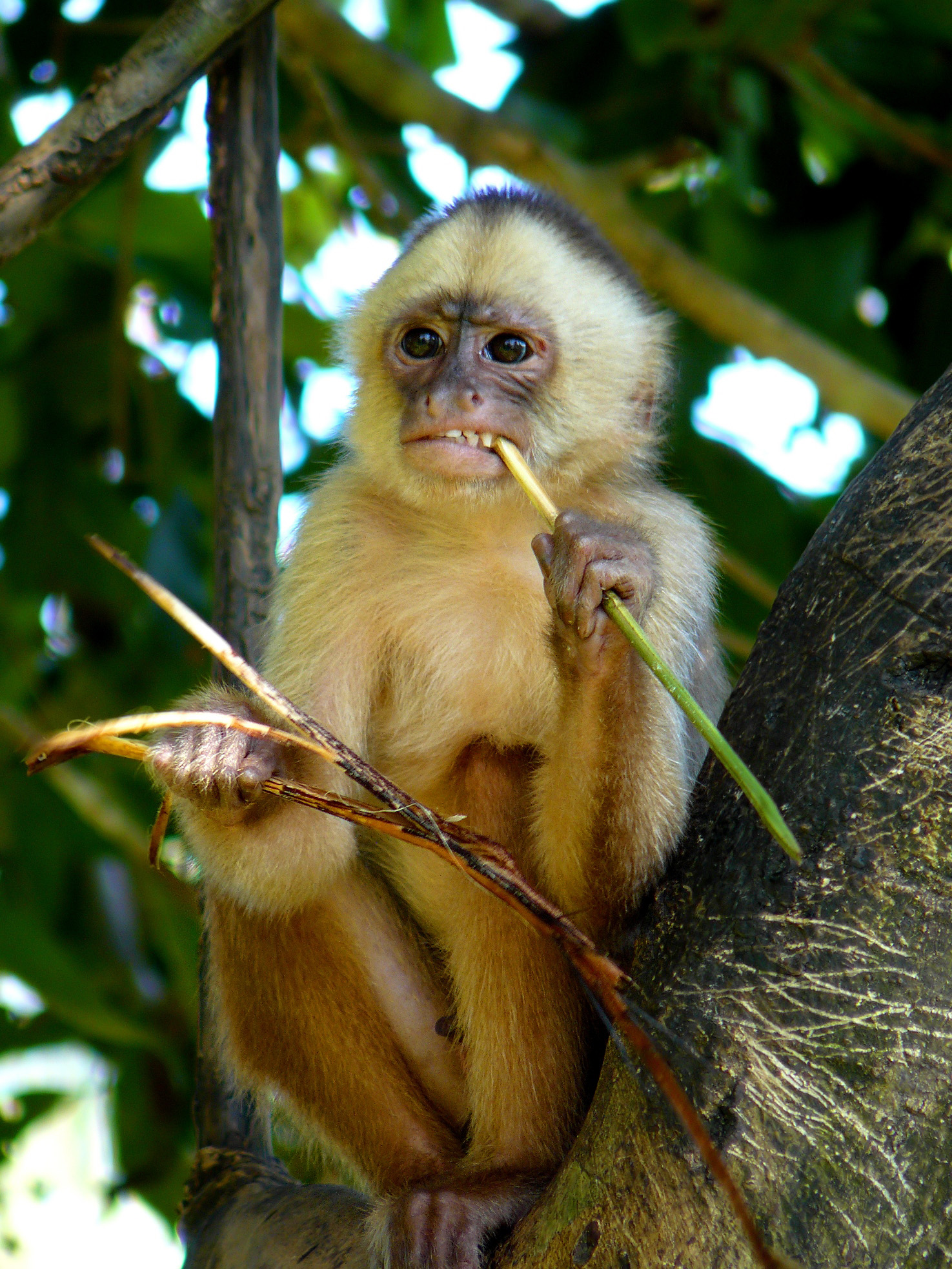
Cebus albifrons

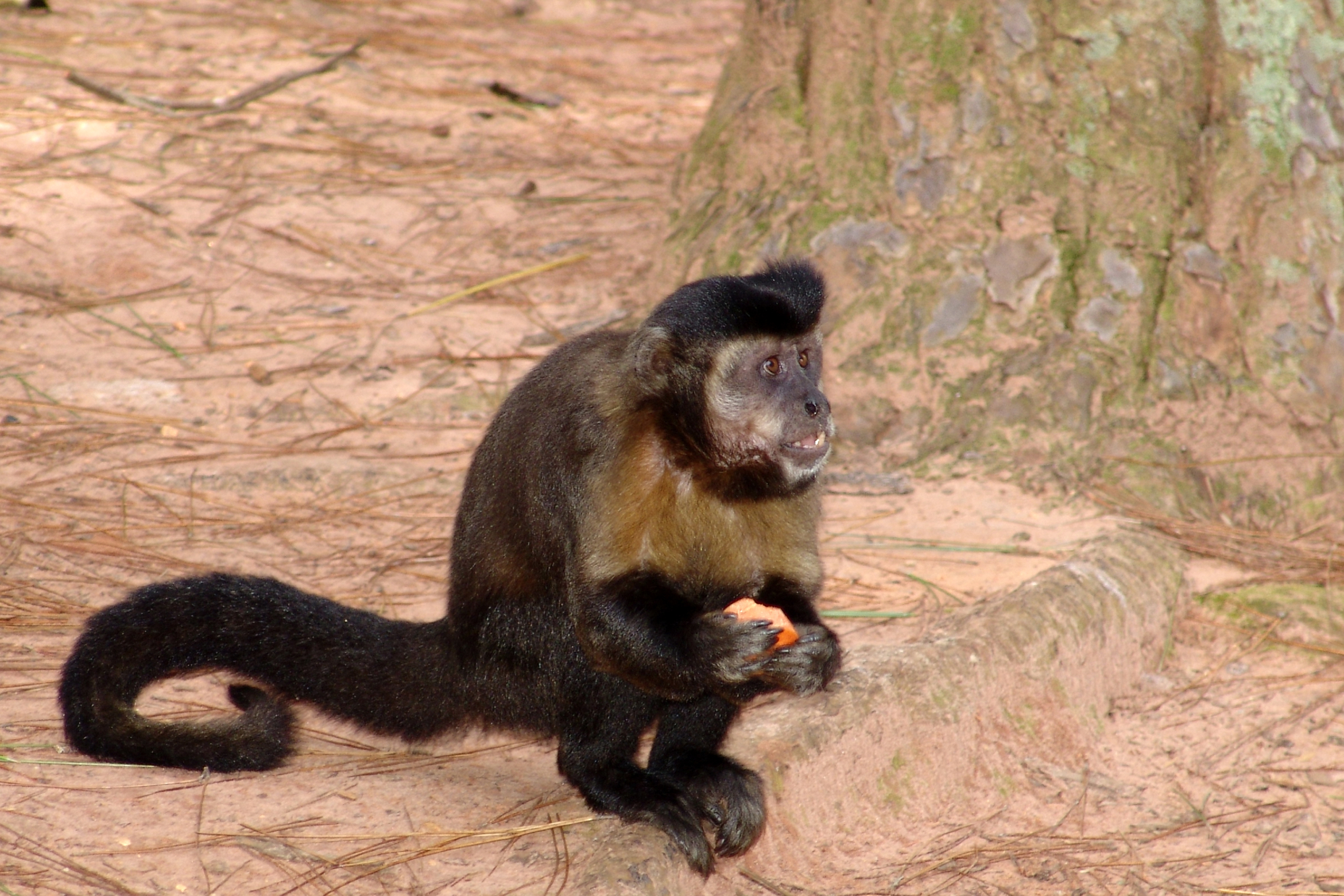
Cebus nigritus

Dessa primater förekommer som sällskapsdjur, försöksdjur och är populära på cirkusar och i djurparker. I USA pågår dessutom projekt som utbildar kapuciner för att hjälpa funktionshindrade personer. Traditionellt brukade positivhalare ha en kapuciner och arten är i dylika sammanhang porträtterad i både bildkonst, film och litteratur. Crystal the Monkey är en samtida känd kapucinerapa som varit med i ett antal film och TV-produktioner.

### Status och hot
De jagas ibland för pälsens och köttets skull. Allmänt har de bra förmåga att anpassa sig till människan. I vissa fall betraktas de till och med som skadedjur för jordbruket. I en del regioner hotas de av skogsavverkning, till exempel i östra och nordöstra Brasilien.
IUCN listar C. kaapori och C. xanthosternos som akut hotade (critically endangered) samt C. nigritus som nära hotad (near threatened). Alla andra arter betraktas som livskraftiga (least concern) men vissa underarter listas av IUCN som självständiga arter.

## Systematik
Den systematiska positionen av underfamiljen är omstridd. Ibland placeras de tillsammans med dödskalleaporna i familjen cebusliknande brednäsor. Andra auktoriteter placerar även kloapor inom familjen.
Åtta arter var beskrivna fram till 2000-talet. Med hjälp av tofsen på huvudet blev de uppdelad i två artgrupper: Efter flera taxonomiska undersökningar under 2000-talet fick artgrupperna status som släkte och antalet arter ökade betydligt.
- Släkte Cebus (utan tofsar):
  - Cebus aequatorialis, Ecuador och Peru
  - vitpannad kapucin (C. albifrons) liknar den förstnämnda arten men är mindre och smalare. Utbredningsområdet ligger i nordvästra Sydamerika.
  - Cebus brunneus, hittas i Venezuela och på Trinidad.
  - kapucinapa (Cebus capucinus, egentlig kapucin, vithalsad kapucin), den bäst kända arten. Förekommer från Centralamerika (Honduras) till Colombia.
  - Cebus cesarae, lever i norra Colombia.
  - Cebus cuscinus, vistas i södra Peru och norra Bolivia.
  - Cebus imitator, förekommer från Honduras till Panama.
  - Cebus kaapori, finns bara i de brasilianska delstaterna Pará och Maranhão. Liknar C. olivaceus.
  - Cebus leucocephalus, hittas i Venezuela vid Maracaibosjön.
  - Cebus malitiosus, lever i bergstrakten Sierra Nevada de Santa Marta i norra Colombia.
  - gråtande kapucin (C. olivaceus, tidigare även C. nigrivittatus) har brunaktig päls på kroppen och extremiteterna. Även denna art lever i nordvästra Sydamerika.
  - Cebus unicolor, vistas i Amazonområdet (Brasilien).
  - Cebus versicolor, hittas i centrala Colombia.
  - Cebus yuracus, lever i nordvästra Brasilien samt i angränsande områden av Colombia, Ecuador och Peru.
- Släkte Sapajus (med tofsar):
  - mösskapucin (S. apella) har ett slags huva av svarta hår på huvudet. Utbredningsområdet sträcker sig från Colombia till mellersta Sydamerika.
  - Sapajus cay, lever i sydvästra Brasilien, Bolivia, Paraguay och norra Argentina.
  - Sapajus flavius, är endemisk i två mindre områden vid Atlanten i östra Brasilien.
  - Sapajus libidinosus, hittas i centrala och nordöstra Brasilien, har ljusa strimmor på ryggen.
  - Sapajus macrocephalus, förekommer i västra Brasilien och i angränsande stater.
  - Sapajus nigritus, vilken tidigare räknades som underart till den förutnämnda arten. Lever i centrala Sydamerika.
  - Sapajus robustus, har ett mindre utbredningsområde i östra Brasilien.
  - gulbröstad kapucin (S. xanthosternos) skiljer sig från alla andra kapucinapor genom ett tydligt mönster av gul päls på buken och skuldrorna. Arten finns i regnskogen där Brasilien gränser till Atlanten.